# Castillo de Kalø

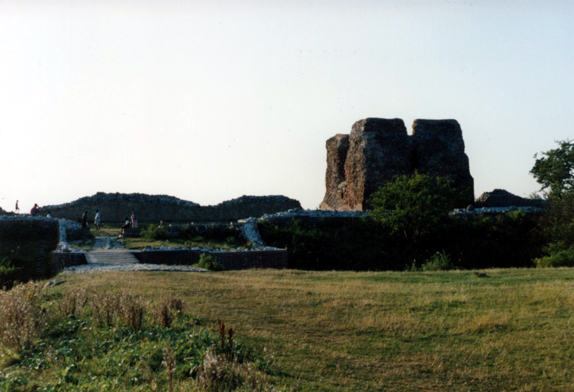
Ruinas del castillo danés.

Kalø Slot es un castillo, en ruinas, situado en el este de la península de Jutlandia, en Dinamarca, a sólo 20 km del centro de la ciudad de Aarhus. 
El castillo fue fundado en 1313 por el rey danés Erico VI con el fin de establecer un bastión defensivo en la zona norte de Jutland para hacer frente a las rebeliones por parte la nobleza local y los campesinos contra la corona. A partir del siglo XV abandonó su función defensiva militar y pasó a ser el centro administrativo local. El rey Cristián II mantuvo cautivo en el castillo al futuro rey sueco Gustavo I entre los años 1518 y 1519 hasta que logró escapar.
Cuando el rey Federico III convirtió la monarquía electiva en monarquía absoluta por la revolución de 1660 en Dinamarca, el castillo perdió su función.
En 1661, Frederick III dio Kalø a Ulric Frederic Gyldenlove que lo derribó al año siguiente, en 1662; ya demolido se utilizó el material para construir su palacio privado en Copenhague, el Palacio Charlottenborg.
Las ruinas del castillo son propiedad del Estado danés.